# 21433 Stekramer
21433 Stekramer este un asteroid din centura principală de asteroizi.

## Descriere
21433 Stekramer este un asteroid din centura principală de asteroizi. A fost descoperit pe 31 martie 1998 la Socorro, New Mexico, în cadrul proiectului LINEAR. Asteroidul prezintă o orbită caracterizată de o semiaxă mare de 2,21 ua, o excentricitate de 0,08 și o înclinație de 3,6° în raport cu ecliptica.